# اسکیما دات ارگ
اسکیما دات ارگ (به انگلیسی: Schema.org) یک پروژه همکاری اجتماعی چندین سازمانی است، که مامورت آن «ساخت، نگهداری، و ارتقای طرح‌واره‌ها برای داده‌های ساخت‌یافته در اینترنت، صفحات وب، پیام‌های ایمیل و موارد دیگر می‌باشد». مدیران وب از این دایره واژه اشتراکی برای ساخت فراداده در سایت خود استفاده می‌کنند. موتورهای جستجو از این دایره واژه کمک می‌گیرند تا محتوای صفحات را بفهمند، به این تکنیک «بهینه‌سازی موتور جستجو» گفته می‌شود.

## مثال ها
در ادامه یک مثال برای روش ساخت اطلاعات درباره یک فیلم (Avatar) و کارگردان آن فیلم (جیمز کامرون) با استفاده از طرح‌واره‌های Schema.org در سه زبان آمده است:

### درمیکروداده(Microdata)
برای نشانه‌گذاری داده، ویژگی itemtype همراه با URL برای طرح‌واره استفاده شده است. ویژگی itemscope تعریف کننده‌ی قلمرو (حوزه) برای itemtype می‌باشد. نوع آیتم فعلی توسط ویژگی itemprop تعریف می‌شود:
```
<
div
 
itemscope
 
itemtype
=
"http://schema.org/Movie"
>

  
<
h1
 
itemprop
=
"name"
>
Avatar
</
h1
>

  
<
div
 
itemprop
=
"director"
 
itemscope
 
itemtype
=
"http://schema.org/Person"
>

  Director: 
<
span
 
itemprop
=
"name"
>
James Cameron
</
span
>
 
(born 
<
time
 
itemprop
=
"birthDate"
 
datetime
=
"1954-08-16"
>
August 16, 1954
</
time
>
)
  
</
div
>

  
<
span
 
itemprop
=
"genre"
>
Science fiction
</
span
>

  
<
a
 
href
=
"../movies/avatar-theatrical-trailer.html"
 
itemprop
=
"trailer"
>
Trailer
</
a
>

</
div
>

```

### درRDFa 1.1 Lite
```
<
div
 
vocab
=
"http://schema.org/"
 
typeof
=
"Movie"
>

  
<
h1
 
property
=
"name"
>
Avatar
</
h1
>

  
<
div
 
property
=
"director"
 
typeof
=
"Person"
>

  Director: 
<
span
 
property
=
"name"
>
James Cameron
</
span
>

(born 
<
time
 
property
=
"birthDate"
 
datetime
=
"1954-08-16"
>
August 16, 1954
</
time
>
)
  
</
div
>

  
<
span
 
property
=
"genre"
>
Science fiction
</
span
>

  
<
a
 
href
=
"../movies/avatar-theatrical-trailer.html"
 
property
=
"trailer"
>
Trailer
</
a
>

</
div
>

```

### درJSON-DL
```
<scrip
t
 
t
ype=
"application/ld+json"
>

{

  
"@context"
:
 
"http://schema.org/"
,

  
"@type"
:
 
"Movie"
,

  
"name"
:
 
"Avatar"
,

  
"director"
:
 

    
{
 

       
"@type"
:
 
"Person"
,

       
"name"
:
 
"James Cameron"
,

       
"birthDate"
:
 
"1954-08-16"

    
},

  
"genre"
:
 
"Science fiction"
,

  
"trailer"
:
 
"../movies/avatar-theatrical-trailer.html"
 

}

</scrip
t
>

```

## تاثیر اسکیما در سئو وب‌سایت‌ها
امروزه اسکیما بیشتر از آنچه که در گذشته مورد توجه قرار می‌گرفت، مورد توجه است. در حقیقت میکرو داده‌های اسکیما که در قالب وب‌سایت‌ها قرار می‌گیرند باعث غنی‌تر شدن نتایج جستجو می‌گردند. منظور از غنی‌تر شدن نتایج جستجو در اصطلاح تخصصی سئو Rich Snippet است. بعنوان مثال نتایجی که در صفحه نتایج جستجوی گوگل شامل ستاره هستند توسط کدهای اسکیما ایجاد شده‌اند. همچنین زمانی که در صفحه نتایج جستجوی گوگل پرسش و پاسخ‌هایی را مشاهده می‌کنید، آنها توسط کدهای اسکیما ایجاد شده‌اند. زمانی که توسط کدهای اسکیما، برخی از نتایج جستجو متمایز از سایر نتایج می‌شوند، کاربران تمایل بیشتری به کلیک کردن روی آنها لینک‌ها پیدا می‌کنند. این موضوع باعث افزایش نرخ کلیک می‌شود که بر اساس الگوریتم رنک برین گوگل تاثیر مثبتی بر سئو وب‌سایت دارد.